# 張振遠
張振遠（1919年8月10日—1992年），山東單縣人，中华民国军事将领。

## 生平
中央陸軍軍官學校第14期工科，陸軍工兵學校普通科第19期，美國工兵學校第96期，陸軍大學正則班第23期，革命實踐研究院軍官訓練團第9期畢業，歷任中華民國海軍陸戰隊司令部上校參謀長、海軍陸戰隊學校少將校長、陸軍第81師司令部少將師長、海軍陸戰隊第2師司令部少將師長、陸軍第3軍司令部中將軍長、海軍陸戰隊司令部中將副司令、陸軍總司令部中將參謀長、陸軍訓練作戰發展司令部中將司令等職務。